# Anton Graff
Anton Graff (født 18. november 1736 i Winterthur i Schweiz, død 22. juni 1813 i Dresden) var en schweizisk-tysk portrætmaler.
Efter læretiden under Johann Ulrich Schellenberg i sin fødeby levede han en række år i Augsburg som portrætmaler, fra 1766 i Dresden, hvor han som akademiprofessor og hofmaler udfoldede en overordentlig rig virksomhed med historiske og allegoriske billeder i tidens smag og med portrætter.
Disse — i sin fortegnelse opfører han henved 300 sådanne og i øvrigt henved 1000 originalmalerier — har bevaret deres levedygtighed allerede ved deres emner, idet samtidens betydeligste personligheder har siddet for ham: Lessing, Herder, Gellert, Moses Mendelssohn, Schiller, Gluck et cetera, men interesserer også kunstnerisk ved naturtro, ofte åndfuld karakteristik, der med sin oprindelighed hæver dem op over tidens modesmag, og ved frisk kolorit og utvungen behandling.
Han har også raderet enkelte blade og udført en del tegninger med sølvstift. Sønnen Karl Anton (1774—1832) var en anset landskabsmaler.

## Billedgalleri
- Gotthold Ephraim Lessing (1771), Leipzig Universitets kunstsamling.
- Frederik den Store (1781), Schloss Charlottenburg.
- Elisa von der Recke (1797), Alte Nationalgalerie.